# Fanciulle sulla riva della Senna
Signorine in riva alla Senna, è un dipinto di dimensioni 174x200 realizzato da Gustave Courbet del 1857. È esposto al Museo del Petit Palais di Parigi. Courbet appartiene alla corrente del realismo francese, un movimento artistico che nasce in Francia a metà Ottocento portavoce di una realtà borghese ormai declinata al fascino e alla compostezza che caratterizzava le corti di fine Settecento e primo Ottocento.

## Descrizione dell'opera
L'opera di grande fascino è la rappresentazione dettagliata e accurata di una borghesia parigina ormai prona ad ogni corruzione morale, in cui l'eleganza e il fascino hanno lasciato il posto ad una degenerazione dei costumi che le assimila alla scurrilità del popolo.
Gustave Courbet, attraverso una posizione delle figure precisa, si pone l'intento di deridere la borghesia francese, mettendola in ridicolo attraverso una posa estranea alle buone maniere dell'epoca.
Le due donne sdraiate a terra si armonizzano in una composizione naturalistica dettagliata in cui emerge la vena realista tanto estrema che anche i suoi più grandi ammiratori affermano sia andato “fuori strada”.
Le due donne adagiate sul prato sono raffigurate impigrite e annoiate, l'una vestita con colori chiari, tendenti al celeste simbolo di grande pudore smorzato con una pesantezza nei gesti che soffocano ogni eleganza con cui sarebbe dovuta apparire. L'altra, vestita in rosso è pensierosa, con uno sguardo assente ammira la natura ma non con l'interesse che si potrebbe avere nei confronti di tali spettacoli bensì con una superficialità e non curanza che provocano nell'osservatore un sentimento di ostilità nei confronti della classe borghese, che di fatto è l'intento dell'artista. 
Il paesaggio non è tralasciato, ogni particolare è curato con una precisione unica, l'influenza della Scuola di Barbizon è nota dalle particolari ombreggiature date dalle fronde degli alberi, sia sull'erba dove sono adagiate le signorine, che sulla Senna retrostante. L'unione tra paesaggio e natura è data dal mazzolino di fiori presente tra le protagoniste, simbolo di armonia con il paesaggio. Nota è la differenza tra la leggerezza e raffinatezza dei fiori, dell'ambiente e la pesantezza delle donne annoiate.
In lontananza tra gli alberi si intravede una barchetta di legno.

## Temi
Opera un po' dissonante per l'epoca, ebbe numerose critiche. Courbet cerca con questo dipinto di rappresentare la quotidianità e la realtà, proprio come viene percepita da lui, senza cercare abbellimenti. L'artista non vuole affrontare temi politici o sociali, non ha interessi a rispettare i canoni dell'arte borghese di quei tempi.
Si evincono però dal quadro i temi della critica alla borghesia e del naturalismo. Secondo alcuni studiosi le due giovani donne sarebbero in effetti due prostitute che attendono i clienti o che si riposano dopo il lavoro. Questa interpretazione spiegherebbe bene le reazioni negative del pubblico parigino che, pochi anni dopo nel 1863, avrebbe ferocemente contestato l'Olympia di Manet, che in maniera ancora più esplicita avrebbe esibito una giovane prostituta, riconoscibilissima  dai visitatori del Salon, come moderna Venere. 
Per quanto riguarda il primo, Courbet biasima la superficialità e banalità borghese, società che ormai ha degenerato costumi a cui era legata. I grandi ideali sono stati sostituiti con una decadenza culturale. Tale classe sociale usa una strumentalizzazione della filosofia positiva, come fiducia nel progresso, come scienza che capace di sopraffare le regole dettate dalla natura.
Per quanto riguarda il naturalismo, di grande respiro è l'attenzione ai temi sociali e alla realtà, che emerge attraverso una critica aspra e pungente di una classe sociale ormai degenerata nella vanità e nel vizio. Il Naturalismo come corrente artistica e letteraria emerge anche dall'accuratezza della rappresentazione sia paesaggistica che dei sentimenti delle donne. Si pensi ad altre opere dell'autore come Le bagnanti o ai capolavori di altri pittori facenti parte della corrente artistica quali Daumier. Di quest'ultimo si pensi allo Scompartimento di terza classe dove l'estremo realismo emerge dalla psicologia dell'anziana signora la cui fatica è rappresentata in modo eccelso dalle mani nodose e dai segni evidenti di stanchezza sul volto.

## Colori e tecnica pittorica
La tecnica utilizzata è olio su tela, una delle maggiori innovazioni del tempo che ha permesso tra l'altro la pittura all'aperto sempre legata tuttavia ad una rielaborazione nella bottega. Le tonalità utilizzate sono intense, in particolare il candore delle vesti della donna in primo piano contrasta con un verde luminoso e denso dell'erba, nello stesso modo il rosso velato dei drappi lussuosi che avvolgono la seconda signora si oppone fortemente al verde scuro rappresentante l'ombra. Il quarto colore predominante è l'azzurro dell'acqua che identificano l'ambientazione come un luogo tipico frequentato dalla borghesia parigina. Ogni dettaglio non è lasciato al caso, ma curato nei suoi particolari emerge in un'armonia cromatica utilizzata per esprimere i sentimenti delle donne.

## Contesto storico
L'opera viene pubblicata nell'estate del 1857, il contesto storico culturale è segnato dalla rivoluzione francese che prende avvio nel 1789, dalla parabola napoleonica e dal congresso di Vienna
del 1814. Gli anni precedenti l'opera sono caratterizzati da diversi moti contro le forme di regime, la società sta mutando verso società di massa, la monarchia e la classe aristocratica sono sostituiti da governi borghesi sempre più preponderanti. A livello filosofico siamo dinanzi a un retaggio hegeliano, che da diversi anni ha preso avvio nella società. L'idealismo ha acceso gli animi di altri grandi personaggi che portano ad una destrutturazione del pensiero hegeliano, come i maestri del sospetto: Karl Marx, Sigmund Freud e Friedrich Nietzsche. Gli artisti sentono così la necessità di guardare la realtà più da vicino: sono gli anni d'avvio del naturalismo in Francia, del realismo di Dickens in Inghilterra e del verismo in Italia (nel 1889 si ha la pubblicazione di Mastro-don Gesualdo). Una delle correnti filosofiche di più ampio respiro è il positivismo, il quale nato con Saint-Simon che cita il termine “positivo” nella sua opera cardine Il catechismo degli industriali degenera da una filosofia antilluminista e antirivoluzionaria in strumento borghese di esaltazione della scienza e del progresso.